# Mare de Tota Àsia - Torre de la Pau
La Mare de Tota Àsia - Torre de la Pau és un monument, escultura i santuari dedicat a la Mare de Déu situat en un indret de peregrinació de cinc hectàrees anomenat Montemaria a Barangay Pagkilatan, Batangas City, Filipines. És l'estàtua més alta del món de la Mare de Déu amb 96 m (315 ft). És més alt que l'estàtua de la Llibertat a Nova York i el Crist Redemptor al Brasil.

## Història
La construcció d'una estàtua de la Mare de Déu i el lloc de pelegrinatge en el desenvolupament de Montemaria a la ciutat de Batangas va ser planejat i perseguit originalment per la Fundació María Mare de Pobres (MMP) dirigida pel sacerdot catòlic Fernando Suárez. Suárez va tenir la idea de desenvolupar un lloc de pelegrinatge a càrrec d'Hermilando Mandanas, un polític i conegut local al qual va conèixer el 2006. L'empresa Mandanas, Abacore Capital Holdings, Inc., va donar cinc hectàrees a Barangay Pagkilatan per fer l'estàtua i el lloc de pelegrinatge proposat, que després es diria Montemaria.
Els primers passos del projecte es van fer el 2009 després que la fundació de Suárez pogués recaptar 200 milions d'euros. Però l'any següent, el projecte es va posar en suspens després que Suárez es traslladés a Cavite, on San Miguel li va oferir una superfície de 33 hectàrees a la ciutat d'Alfonso, on podia establir un lloc de peregrinació més gran. Citat com l'únic responsable de construir una estàtua de la Mare de Déu a Montemaria, Mandanas va continuar el projecte i va iniciar el Montemaria Àsia Pilgrims Inc. (MAPI) per ajudar-lo a gestionar el desenvolupament del projecte. La propietat on es trobava l'estàtua va ser donada posteriorment a MAPI, però aquests plans van ser cancel·lats i la terra va ser donada a l'arxidiòcesi de Lipa. En aquell moment, l'estàtua que tenia la cara i les mans ja completes, esdevingué coneguda com la "Mare de Déu de Tota Àsia".
Els treballs de construcció de l'estàtua van començar el 2014 i es preveu que es completin el 2021, en el 500 aniversari de la introducció del cristianisme a les Filipines.

## Disseny
L'estàtua Mare d'Àsia va ser dissenyada per l'escultor Eduardo Castrillo i està feta de formigó i acer. Amb l'altura prevista de 96 m (315 ft), l'estàtua mariana superarà l'estàtua de la Verge de Pau a Veneçuela per convertir-se en l'estàtua més alta de la Mare de Déu del món.
El monument tindrà pisos ocupables amb una superfície d'uns 12,000 m2 (130,000 sq ft). Un lloc de culte, el santuari de Sant Joan Pau II, s'allotjarà a la planta baixa del monument. Altres instal·lacions al monument són les sales de recepció i les 12 capelles marianes del tercer pis, un menjador a la quarta planta, dos mini teatres a la cinquena planta, sales de conferències i un balcó amb banderes dels països asiàtics al sisè pis, i una terrassa vista a la planta 17. Els pisos del setè al 10è acolliran espais comercials i residencials.